# Doctor Yellow

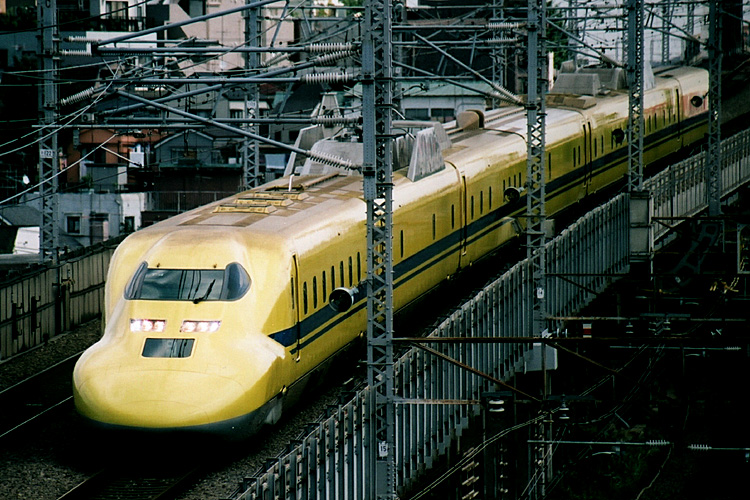
Doctor Yellow der Baureihe 923 der JR Central

Doctor Yellow (jap. ドクターイエロー, Dokutā ierō) ist der Spitzname für Inspektionszüge der Shinkansen-Baureihen 921, 922, 923, 925 und E926, die den Zustand der Trassen der japanischen Shinkansen-Hochgeschwindigkeitszüge überwachen, sowie des Rettungszuges der Shinkansen-Baureihe 941. Die Messzüge sind mit speziellen Geräten ausgestattet, welche den Fahrweg oder die Oberleitung vermessen können und so deren Zustand feststellen können.
Der Spitzname der Züge entstand auf Grund ihrer Funktion als Mess- und Diagnosefahrzeug (Doctor) und der gelben Lackierung (Yellow).
Die Triebzüge sind in ihrem äußeren Erscheinungsbild sehr ähnlich den Serienfahrzeugen. Alle Inspektionen werden bei der zulässigen Höchstgeschwindigkeit der zu messenden Strecke durchgeführt, was beispielsweise 285 km/h auf der Tōkaidō-Strecke ist.

## Baureihen der „Yellow Doctor“-Züge

### Tōkaidō- und San’yō-Shinkansen

#### Baureihe 921
Die Baureihe 921 stellt den Ursprung der Doctor Yellow-Inspektionsfahrzeuge dar. Bei dieser Baureihe handelte es sich nicht um eigenständige Shinkansen-Triebzüge, sondern Einzelwagen, die zunächst von einer Diesel-Lokomotive gezogen wurden, deren Höchstgeschwindigkeit allerdings maximal 160 km/h betrug, also deutlich langsamer als die Shinkansen-Triebzüge. Später wurden diese Messwagen in die Doctor Yellow-Triebzüge der Baureihe 922 eingereiht.
- 921-1: Einzelwagen, der auf Basis eines Messwagens für das konventionelle Eisenbahnnetz entwickelt wurde und ab 1962 im Einsatz war. Dieser 18 Meter lange Messwagen verfügte über einen kleinen Dieselgenerator mit dessen Hilfe der Wagen bei geringer Geschwindigkeit eigenständig fahren konnte (z. B. für Rangierfahrten). Die Höchstgeschwindigkeit während Tests betrug 200 km/h. Der Wagen wurde 1980 außer Betrieb genommen und anschließend verschrottet.
- 921-2: Einzelwagen, der aus einem ehemaligen Maronefu (マロネフ) 29-11 Schlafwagen umgebaut wurde. Der Wagen war mit 17,5 Meter etwas kürzer als 921-1, hatten ansonsten aber dasselbe Einsatzprofil. Der Wagen war von 1964 bis 1976 im Einsatz.

#### Baureihe 922

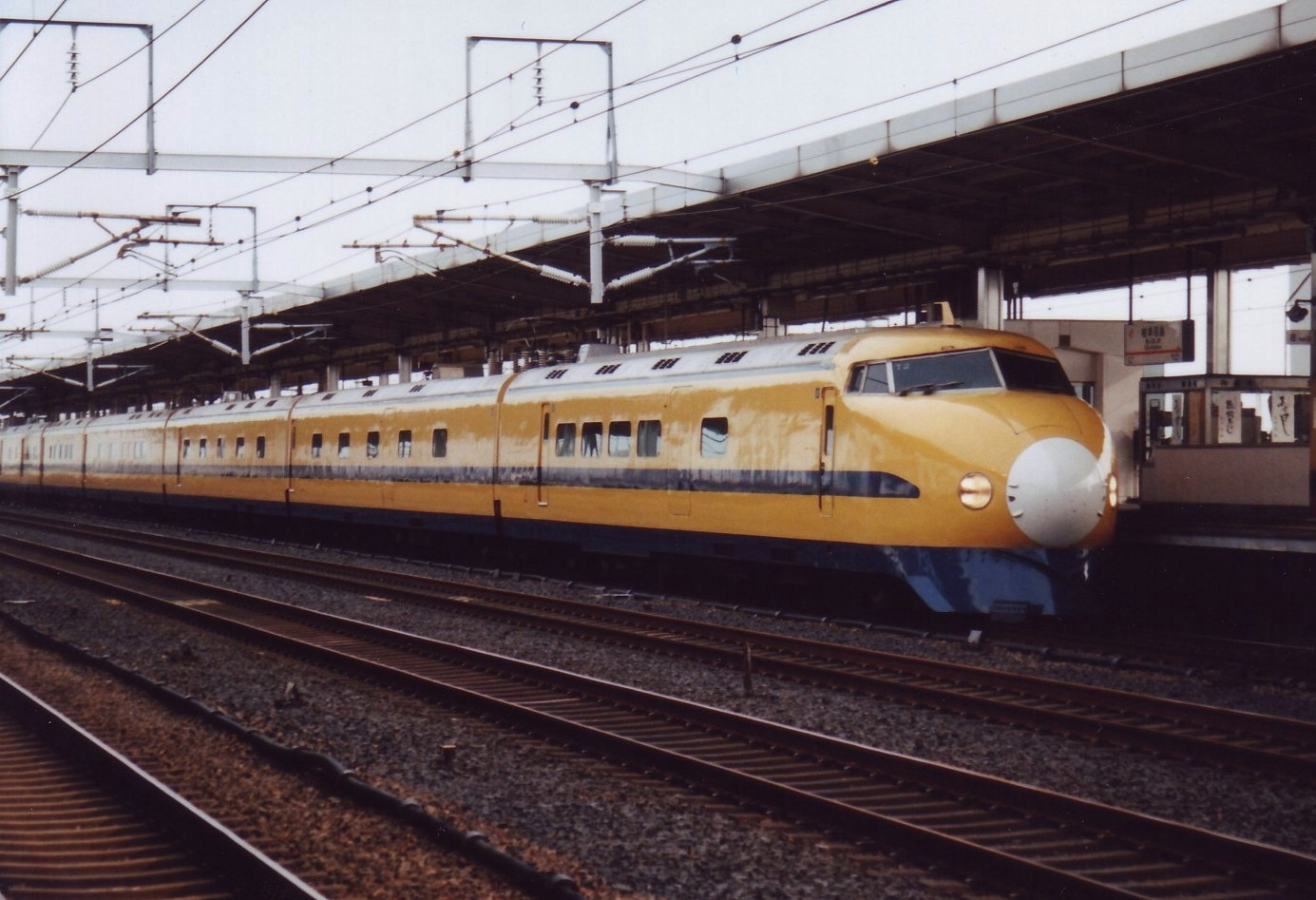
Baureihe 922-10 auf Inspektionsfahrt im Jahr 1998. Am linken Bildrand ist Baureihe 921-1 als Wagen 5 zu erkennen.

Bei der Baureihe 922 handelt es sich um Inspektionstriebzüge, die aus ehemaligen Shinkansen-Prototypen und -Serienfahrzeugen umgebaut oder abgeleitet wurden.
- 922-0: Aus vier Wagen bestehender Triebzug, der aus Versuchszug B der Baureihe 1000 umgebaut wurde. Er war von 1964 bis 1976 im Einsatz. Der Triebzug bestand aus einem Wagen für die Überprüfung von Signalen und Kommunikationstechnik, zwei Wagen für die Überprüfung der Oberleitungen und einem Materialwagen.
- 922-10: Neu entwickelter Triebzug aus sieben Wagen, der aus der Baureihe 0 abgeleitet wurde. Baureihe 922-10 wurde von Hitachi Transportation Systems gebaut und zwischen 1974 und 2001 von der JR Central betrieben. Die Wagenkästen sind nahezu identisch mit der Baureihe 0, die Innenausstattung unterscheidet sich hingegen selbstredend erheblich:
  - Wagen 1: Test von Signalen und Kommunikationssystemen
  - Wagen 2: Datenverarbeitung
  - Wagen 3: Energieversorgung (inkl. Beobachtungskanzel)
  - Wagen 4: Lager, Sitzplätze für die Mannschaft
  - Wagen 5 (Baureihe 921-1): Test des Fahrweges
  - Wagen 6: Rettungswagen (inkl. Beobachtungskanzel)
  - Wagen 7: Test der Oberleitung
- 922-20: Neu entwickelter Triebzug aus sieben Wagen, der aus der Baureihe 0 abgeleitet wurde. Baureihe 922-20 wurde zwischen 1979 und 2005 von der JR West betrieben. Baureihe 922-20 ähnelt in vielerlei Hinsicht Baureihe 922-10, mit einigen kleineren Unterschieden:
  - Wagen 1: Test von Signalen und Kommunikationssystemen
  - Wagen 2: Datenverarbeitung, Oberleitungstest
  - Wagen 3: Energieversorgung (inkl. Beobachtungskanzel)
  - Wagen 4: Lager
  - Wagen 5 (kurzer Wagen analog 921-1): Test des Fahrweges
  - Wagen 6: Rettungswagen (inkl. Beobachtungskanzel)
  - Wagen 7: Sitzplätze für die Mannschaft

#### Baureihe 923

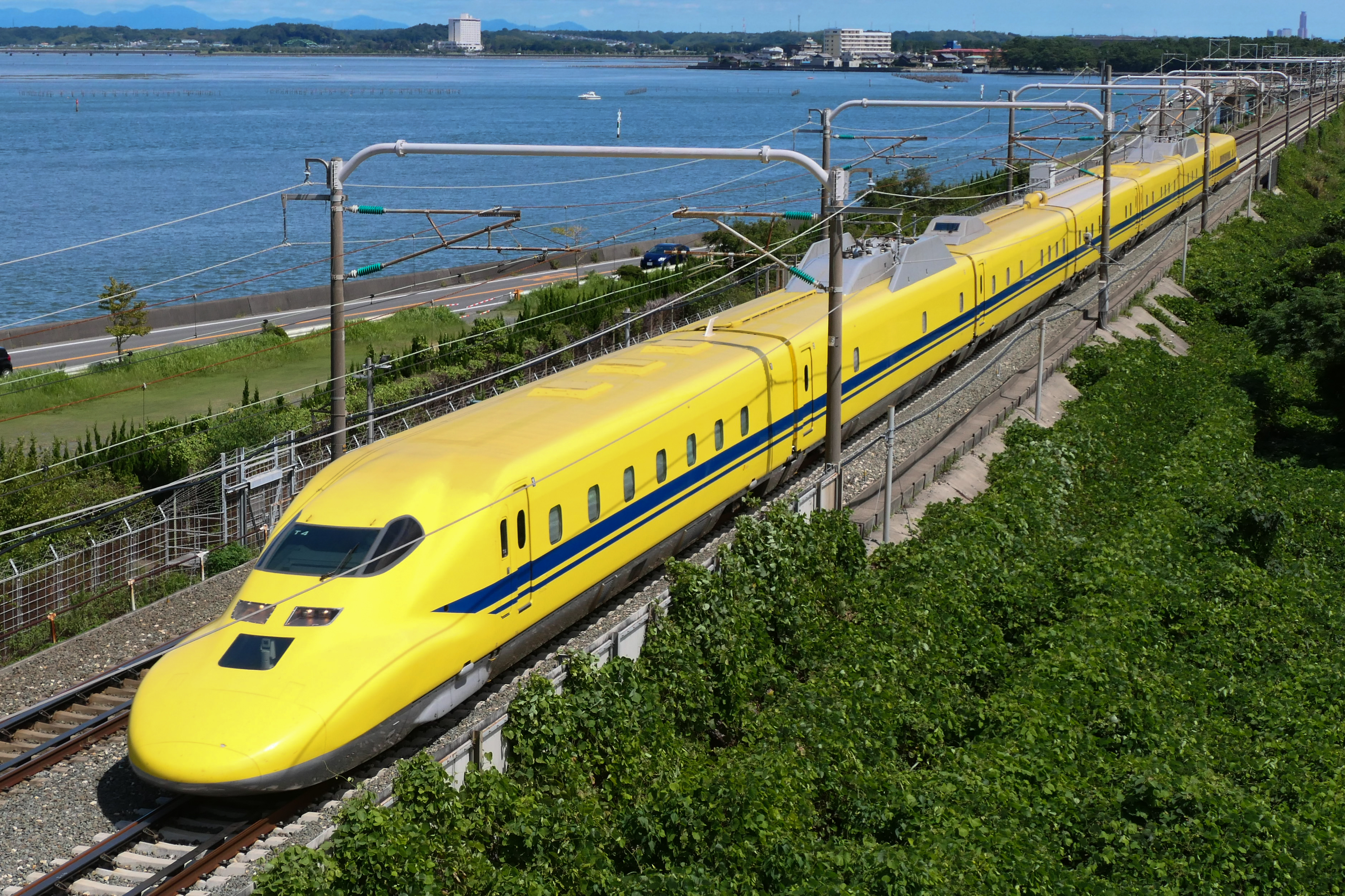
Baureihe 923 während einer Inspektionsfahrt auf der Tōkaidō-Shinkansen im Jahr 2021

Die Baureihe 923 wurde aus der Baureihe 700 abgeleitet und können bei einer Höchstgeschwindigkeit von bis zu 270 km/h betrieben werden. An den beiden Endwagen wurden zur Überprüfung des Fahrweges vorwärtsgerichtete Kameras installiert. Die Züge der Baureihe 923 werden aus sieben Wagen gebildet:
- Wagen 1: Test von Fahrweg, Signalen, Kommunikationssystemen
- Wagen 2: Hochdruckkammer
- Wagen 3: Energieversorgung, Datenverarbeitung, Beobachtungskanzel
- Wagen 4: Test von Fahrweg, Lager
- Wagen 5: Mehrzweckwagen, Energieversorgung, Beobachtungskanzel, Sitzplätze für die Mannschaft
- Wagen 6: Besprechungsraum, Test der elektrischen Systeme
- Wagen 7: Test der Oberleitung

Von der Baureihe 923 wurden zwei Fahrzeuge hergestellt, die nahezu identisch sind:
- 923-0 (im Einsatz seit 2000): Triebzug aus sieben Wagen, betrieben von der JR Central
- 923-3000 (im Einsatz seit 2005): Triebzug aus sieben Wagen, betrieben von der JR West

Der Einsatz des Triebzugs 923-0 endete am 29. Januar 2025, während der Einsatz des Triebzugs 923-3000 bis 2027 erfolgen soll. Als Ersatz sind Triebzüge der Shinkansen-Baureihe N700S vorgesehen, welche mit entsprechenden Messeinrichtungen ausgestattet werden sollen.

#### Baureihe 941
Bei der Baureihe 941 handelt es sich um einen Rettungszug, der aus Versuchszug A der Baureihe 1000 umgebaut wurde. Baureihe 941 war ein Triebzug aus zwei Wagen, der von 1964 bis 1975 im Einsatz war. Die Höchstgeschwindigkeit betrug 200 km/h. Der Zug erhielt eine gelbe Farbgebung mit einem blauen Streifen unterhalb der Fenster. Die beleuchtete Spitze an den Kopfenden des Zuges wurden durch zwei Scheinwerfer ersetzt und beide Wagen mit beleuchteten Nummernschildern versehen. Der Wagen 941-1 erhielt eine Werkstatteinrichtung, der Wagen 941-2 erhielt 40 Sitzplätze für die Rettungsmannschaft und ein Werkzeugregal.

### Kyūshū-Shinkansen

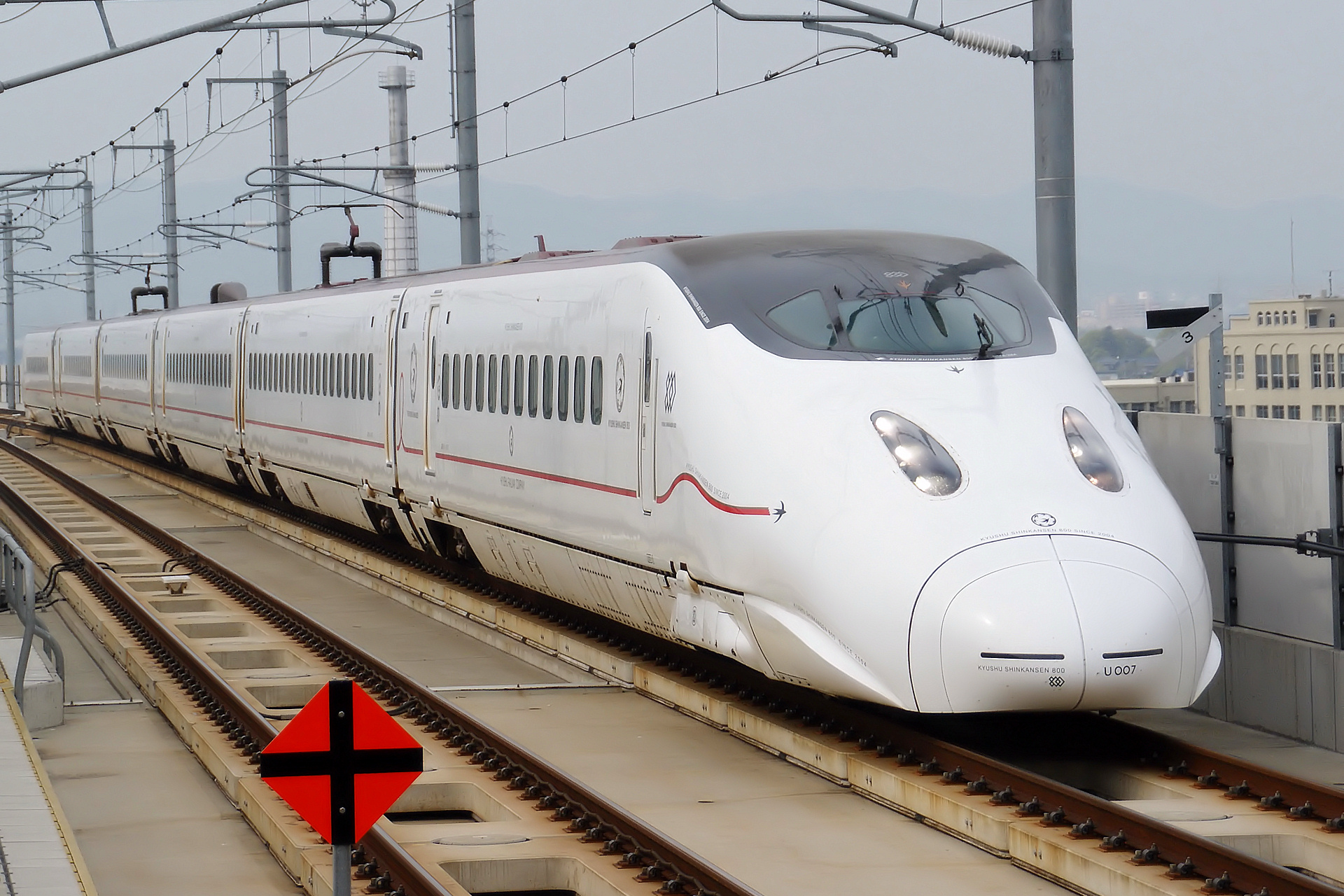
Garnitur U007 der Baureihe 800

Auf der Kyūshū-Shinkansen wählte die Betreibergesellschaft JR Kyūshū einen anderen Weg, indem sie keine dedizierten Streckeninspektionszüge beschaffte, sondern drei Garnituren der Shinkansen-Baureihe 800 mit entsprechender Technik ausstattete. Die Züge werden im regulären Fahrgastbetrieb eingesetzt und inspizieren die Strecke im Rahmen des normalen Fahrplaneinsatzes.
| Baureihe | Zugnummer | Ausstattung                                           | Auslieferungsdatum | Ausmusterung |
| -------- | --------- | ----------------------------------------------------- | ------------------ | ------------ |
| 800-1000 | U007      | Ausrüstung zur Inspektion des Fahrweges               | 24. November 2010  |              |
| 800-2000 | U008      | Ausrüstung zur Inspektion der Oberleitung und Signale | 19. März 2010      |              |
| 800-1000 | U009      | Ausrüstung zur Inspektion des Fahrweges               | 24. November 2010  |              |

### Tōhoku-, Jōetsu-, Hokuriku-, Yamagata-, Akita- und Hokkaidō-Shinkansen

#### Baureihe 925

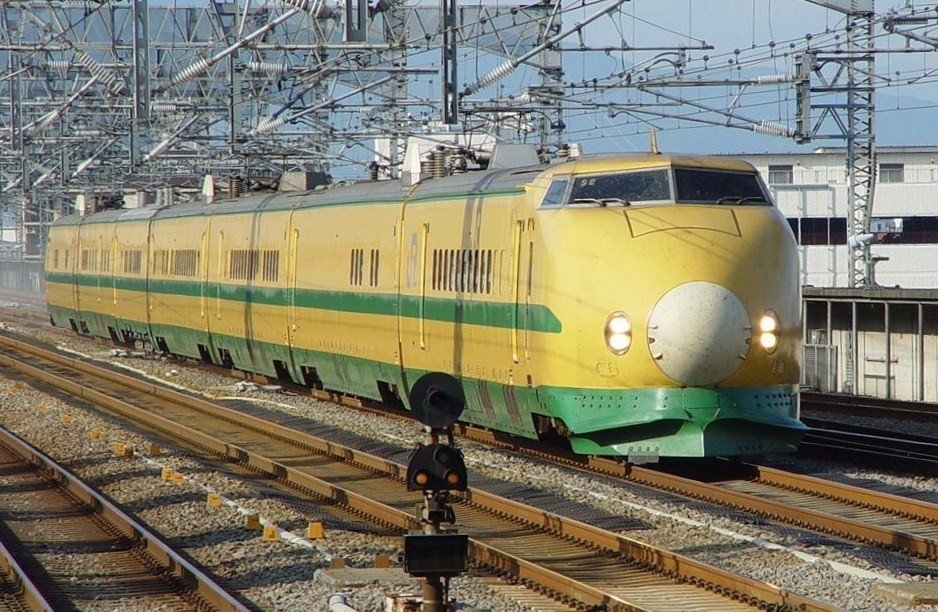
Baureihe 925/10 im Jahr 2002

Für die Tōhoku- und Jōetsu-Shinkansen wurden ebenfalls Messzüge benötigt. Die Baureihe 925 wurde daher aus der Baureihe 200, die auf diesen Strecken zum Einsatz kam umgebaut bzw. abgeleitet. Analog dem Farbschema der nördlichen Shinkansen-Strecken bekamen die Doctor Yellow-Züge der Baureihe 925 einen grünen Streifen, anstelle des blauen Streifens der Baureihen 921, 922 und 923.
Von der Baureihe 925 wurden zwei Züge hergestellt, die mit der Inbetriebnahme der Baureihe E926 außer Dienst gestellt.
- 925/0 (1979 bis 2001): Aus dem Vorserienfahrzeug der Baureihe 200 umgebaute Garnitur aus sieben Wagen.
- 925/10 (1982 bis 2002): Aus der Baureihe 962 umgebaute Garnitur aus sieben Wagen.

Im Zuge der Eröffnung der Hokuriku-Shinkansen wurde bei beiden Zügen das Stromsystem modifiziert, um sowohl bei 50 Hz, als auch bei 60 Hz betrieben werden zu können.

#### Baureihe E926

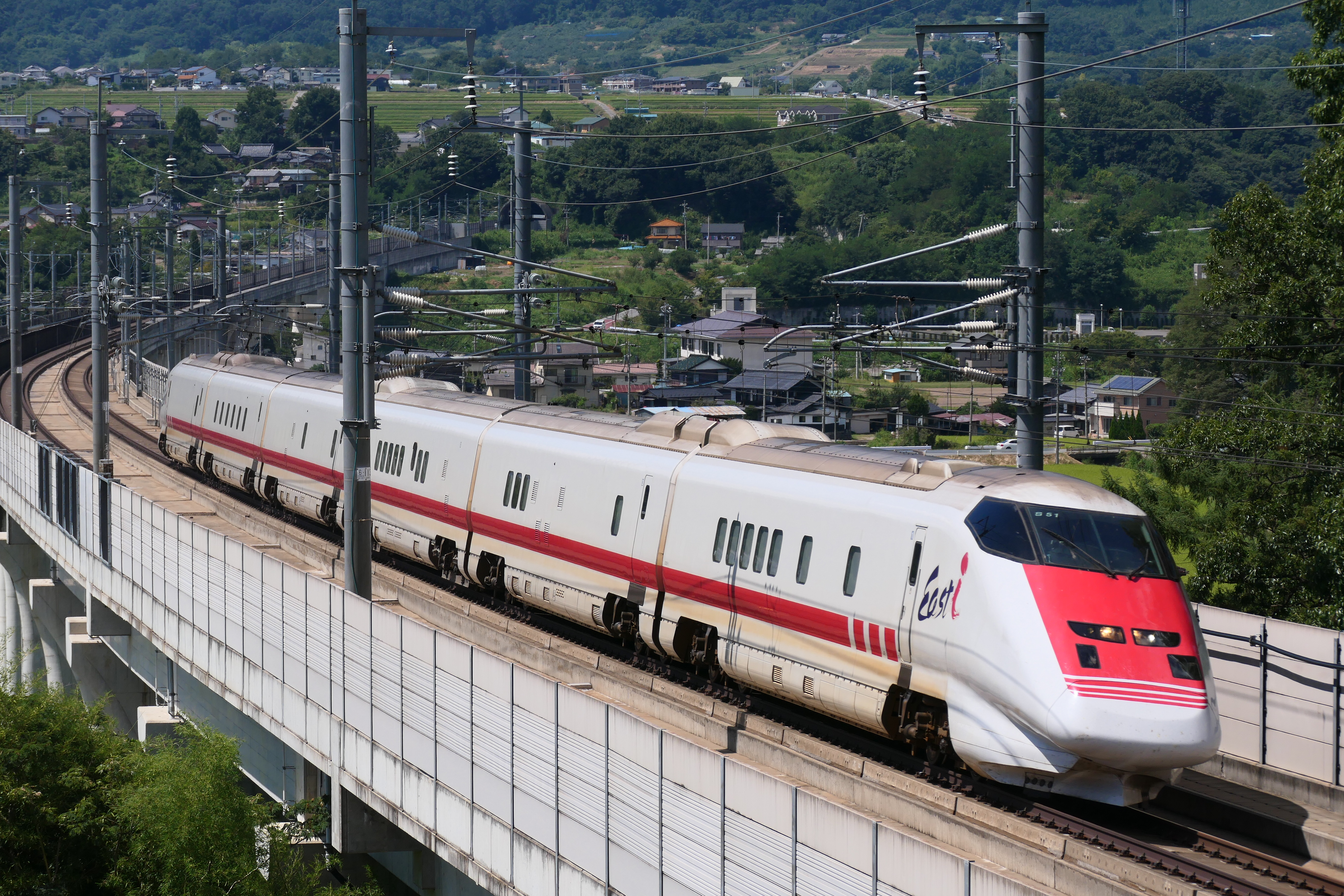
East i der JR East

Vor dem Hintergrund des hohen Alters der Baureihe 925 und dem Umstand, dass sie aufgrund ihres Lichtraumprofils nicht auf den Mini-Shinkansen-Strecken nach Shinjō und Akita eingesetzt werden konnte, entschied sich JR East einen neuen Inspektionszug auf Basis der Baureihe E3 zu beschaffen. Die Baureihe E3 war ursprünglich für den Einsatz auf der Akita-Shinkansen entwickelt worden. Die Baureihe E926 ist seit September 2001 im Einsatz und ist seit der Stilllegung der Garnitur 925/10 der einzige Streckeninspektionszug von JR East. Er kommt auf den von JR East betriebenen Tōhoku-, Jōetsu-, Hokuriku-, Yamagata- und Akita-Shinkansen sowie auf der von JR Hokkaidō betriebenen Hokkaidō-Shinkansen zum Einsatz.
Im Gegensatz zu den zuvor eingesetzten Inspektionszügen wurde der neue Zug nicht im charakteristischen Gelb lackiert, sondern erhielt ein eigenständiges Branding: Die Baureihe E926 erhielt den Namen „East i“, wobei „East“ für JR East und das „i“ für „intelligent“, „integriert“ und „Inspektion“ steht. Der Zug erhielt eine weiße Grundfarbe mit einer rotlackierten Front der Triebwagen sowie einem durchlaufenden roten Farbband unterhalb der Fenster.
Bei der Baureihe E926 handelt es sich um einen 6-Wagenzug, wobei ein siebter Wagen als Reserve hergestellt wurde. Sie kann bei 275 km/h Inspektionsfahrten durchführen und kann sowohl bei 50 Hz, als auch bei 60 Hz betrieben werden, was für den Einsatz auf der Hokuriku-Shinkansen notwendige Voraussetzung ist. Darüber hinaus erhielt die Baureihe E926 von der Baureihe E2 abgeleitete, leistungsstarke Bremsen und Fahrmotoren, um die Steigungen von bis zu 30 ‰ auf der Hokuriku-Shinkansen bewältigen zu können.

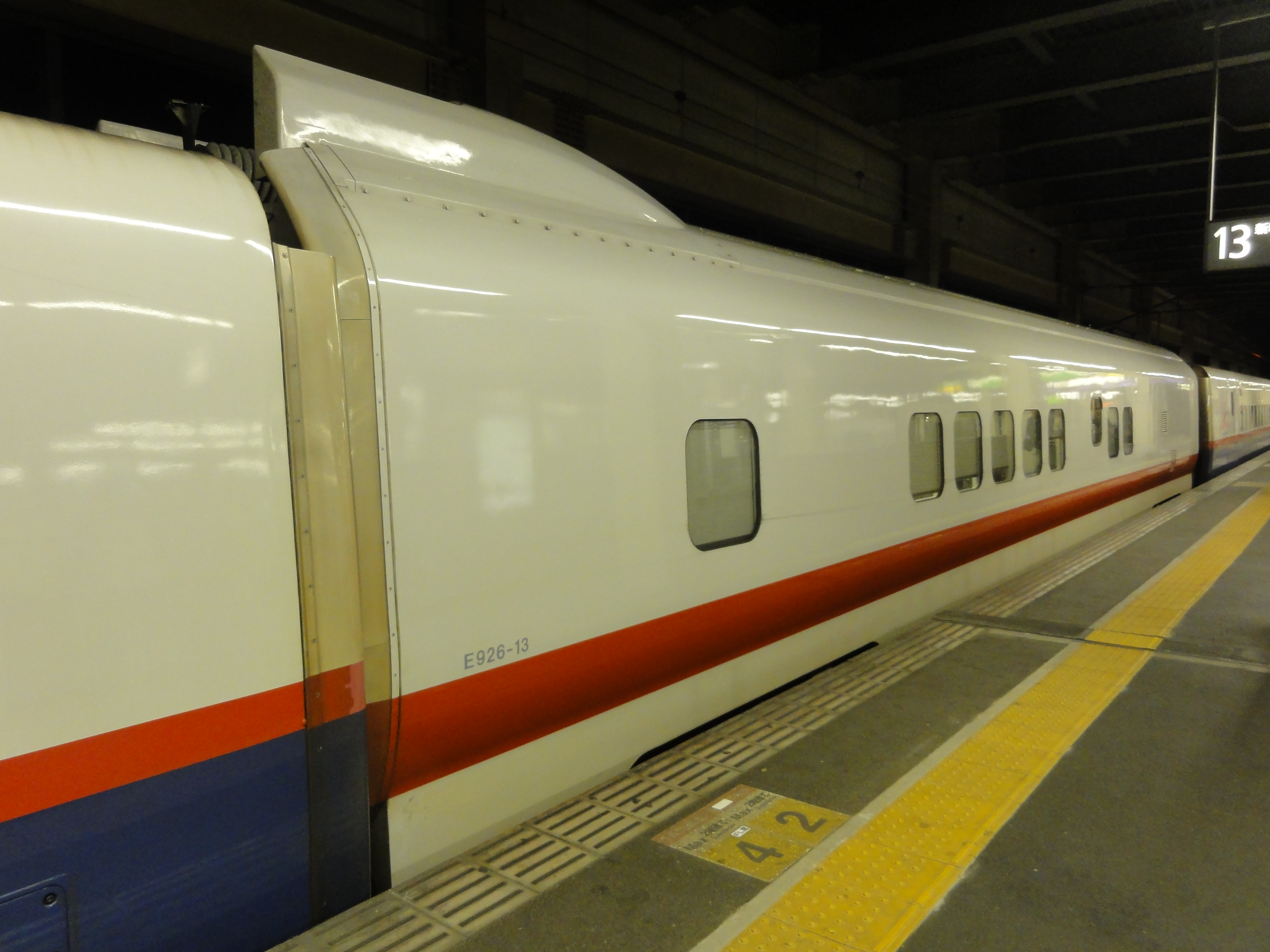
Wagen E926-13 des East i eingereiht in Garnitur N21 der Baureihe E2

Da nur ein Zug der Baureihe E926 beschafft wurde, musste sichergestellt werden, dass, auch wenn die Baureihe E926 z. B. für Fahrzeuginspektion und -wartung temporär nicht eingesetzt werden kann, Streckeninspektionsfahrten durchgeführt werden können. Aus diesem Grund können einzelne Mittelwagen der Baureihe E926 in die Garnitur N21 der Baureihe E2 eingereiht werden.

## Flotte
| Nummer | Baureihe | Typ         | Indienststellung | Außerdienststellung | Einsatzstrecken                                     | Betreiber       |
| ------ | -------- | ----------- | ---------------- | ------------------- | --------------------------------------------------- | --------------- |
|        | 921-1    | Einzelwagen | 1962             | 1980                | Tōkaidō, San’yō                                     | JNR             |
|        | 922-1    | Einzelwagen | 1964             | 1976                | Tōkaidō, San’yō                                     | JNR             |
|        | 921-31   | Einzelwagen | 1979             | 2001                | Tōhoku, Jōetsu, Hokuriku                            | JNR, JR East    |
|        | 921-41   | Einzelwagen | 1997             | 2002                | Tōhoku, Jōetsu, Hokuriku                            | JR East         |
| T1     | 922-0    | 4-Wagen-Zug | 1964             | 1976                | Tōkaidō                                             | JNR             |
| T2     | 922-10   | 7-Wagen-Zug | 1974             | 2001                | Tōkaidō, San’yō                                     | JNR, JR Central |
| T3     | 922-20   | 7-Wagen-Zug | 1979             | 2005                | Tōkaidō, San’yō                                     | JNR, JR West    |
| T4     | 923-0    | 7-Wagen-Zug | 2000             | 2025                | Tōkaidō, San’yō                                     | JR Central      |
| T5     | 923-3000 | 7-Wagen-Zug | 2005             |                     | Tōkaidō, San’yō                                     | JR Central      |
| S1     | 925-0    | 7-Wagen-Zug | 1979             | 2001                | Tōhoku, Jōetsu                                      | JR East         |
| S2     | 925-10   | 7-Wagen-Zug | 1983             | 2003                | Tōhoku, Jōetsu                                      | JR East         |
| S51    | E926     | 6-Wagen-Zug | 2001             |                     | Tōhoku, Jōetsu, Hokuriku, Yamagata, Akita, Hokkaidō | JR East         |
|        | 941      | 2-Wagen-Zug | 1964             | 1975                | Tōkaidō, San’yō                                     | JNR             |
| U007   | 800      | 6-Wagen-Zug | 2009             |                     | Kyūshū                                              | JR Kyūshū       |
| U008   | 800      | 6-Wagen-Zug | 2010             |                     | Kyūshū                                              | JR Kyūshū       |
| U009   | 800      | 6-Wagen-Zug | 2010             |                     | Kyūshū                                              | JR Kyūshū       |